# Kléber Franco Cruz
Kléber Franco Cruz (Machala, 20 de abril de 1920 - Guayaquil, 30 de noviembre de 1957) fue un escritor, poeta, compositor, docente y deportista ecuatoriano. Es el autor del pasillo emblema de su ciudad natal Machala, amor y esperanza.

## Vida y obra
Hijo de José Ignacio Franco Rosales y Enma Cruz Murillo de Franco, nació en Machala, el 20 de abril de 1920. Sus primeros estudios los realizó en la Escuela Simón Bolívar, sus estudios secundarios los realizó en el Colegio Nacional Nueve de Octubre, obteniendo el título de Químico Biólogo, destacó en actividades deportivas como atletismo y baloncesto en las que obtuvo diversas medallas. Actualmente existe en su honor el Club Deportivo Kléber Franco Cruz.
Ejerció la docencia en el Colegio Nacional Nueve de Octubre, en las cátedras de Zoología, historia y geografía. Durante su etapa como docente, comenzó a publicar sus primeras obras literarias, por lo que fue designado en la cátedra de literatura y formó parte del Consejo directivo de dicha institución. Durante sus años de docencia, promovió en la ciudad las veladas literario-musicales y dirigió los periódicos estudiantiles Destellos y El Octubrino donde se publicaron artículos sobre literatura y narrativa orense.
Fue miembro fundador la Casa de la Cultura Ecuatoriana Núcleo El Oro en el año de 1953 así como del primer directorio de la misma, donde además participó en la creación de la primera imprenta de esta institución, fue concejal de Machala, primer director de la Radio Cultural Machala y se desempeñó como secretario de la Federación Deportiva de El Oro. Durante su época como director de Radio Cultural Machala, escribió la novela Juan Semiglia, basada en hechos reales sobre la Guerra peruano-ecuatoriana, ocurridos en el actual cantón de El Guabo; la novela cuenta la historia del agricultor de origen italiano Juan Semiglia, quien fuera capturado  por soldados peruanos, durante esta conflicto bélico, con el fin de ser interrogado sobre las vías de comunicación de la zona. 
Posteriormente publica el poemario Poemas de mi tierra y de la infancia, editado por la Casa de la Cultura, siendo el más destacado el "Poema de mi madre".
En el año de 1949 crea el pasillo emblema de la ciudad Machala amor y esperanza, el himno para la institución educativa Luis Amando Ugarte y el himno de la Confederación Obrera de Machala.
Falleció a los 37 años, el 30 de noviembre de 1957 en la ciudad de Guayaquil.

## Reconocimientos

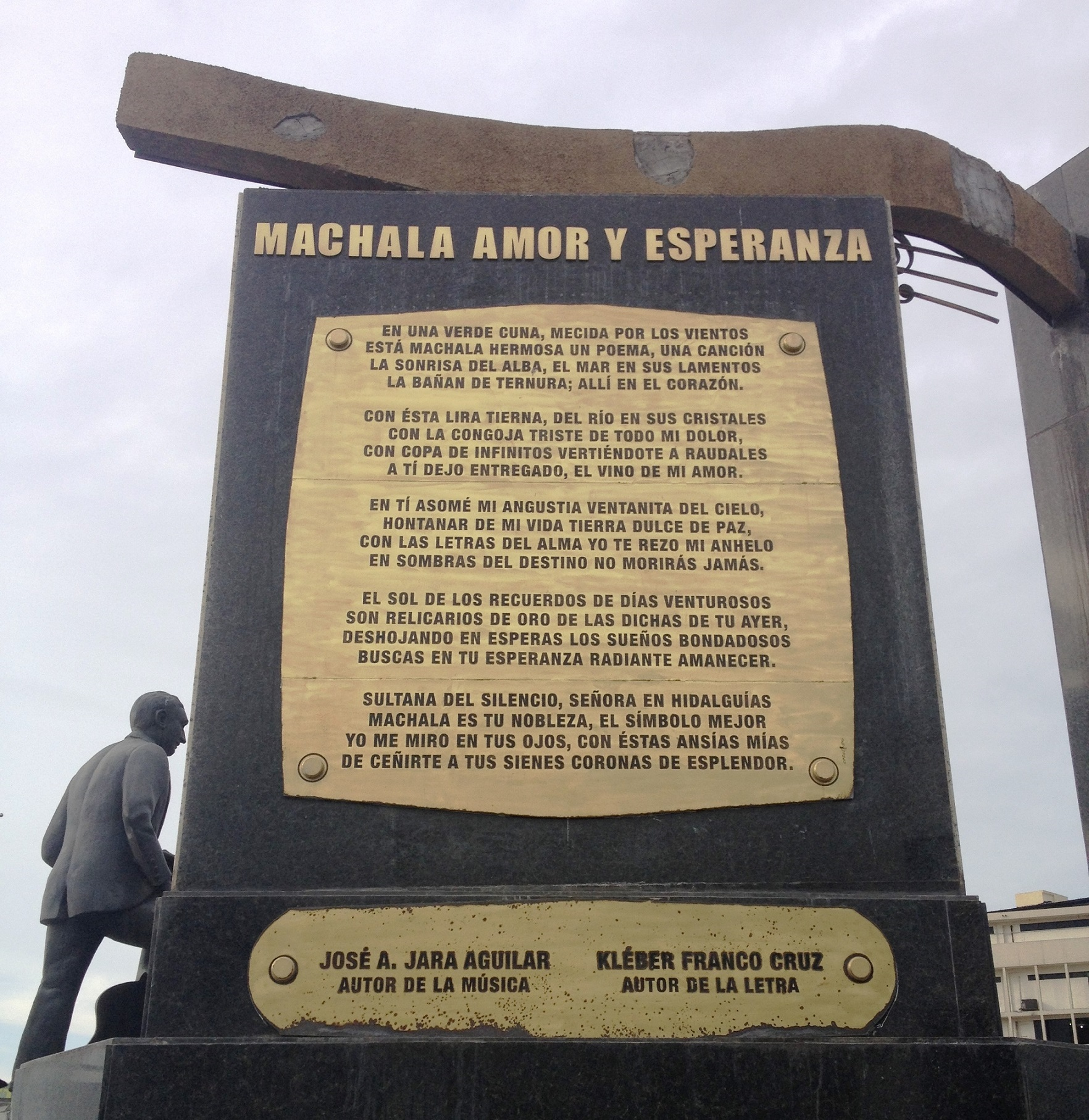
Monumento de Kléber Franco Cruz, ubicado en la Av. 25 de Junio, de la ciudad de Machala.

La Asamblea Nacional de Ecuador y la Academia Nacional de Historia del Ecuador realizaron el 22 de abril de 2013, un reconocimiento póstumo a Kléber Franco Cruz, por su gestión cultural en los campos de la literatura, arqueología, periodismo y radiodifusión en la provincia de El Oro.
En el año de 1962, en su honor, se creó la institución educativa Colegio Kléber Franco Cruz, ubicada en la ciudad de Machala.
El 28 de enero de 1965, en su honor, se fundó el Club Deportivo Kléber Franco Cruz.
En reconocimiento a su producción literaria, la municipalidad del cantón Machala, perennizó su nombre y su imagen en la plazoleta denominada “Machala, Amor y Esperanza”. En el lugar actualmente se erige su busto.